# Fenomen
För andra betydelser, se Fenomen (olika betydelser).
Fenomen kan beskrivas som 'observerbart skeende'. Ett fenomen kan ibland förklaras utifrån tankemässigt enklare fenomen, och så kan man fortsätta tills man når förmodade grundfenomen som inte ytterligare kan förklaras. Några exempel på fenomen är åska, solförmörkelse, norrsken, postoperativa sårinfektioner och en orkan.
Fenomen kan även till exempel vara en term inom metakognition där man talar om individens förhållningssätt till sin egen utveckling, både intellektuellt, känslomässigt och individens agerande i förhållande till det studerade fenomenet. Inom fenomenografin har man studerat människors uppfattning av olika fenomen, men termen kan ge en något smal aspekt till mentala aspekter.